# Мякишево (Нижегородская область)
Мя́кишево — деревня в Вачском районе Нижегородской области. Входит в состав Новосельского сельсовета.
В прошлом — деревня Жайского прихода Яковцевской волости Муромского уезда Владимирской губернии.
Находится на автодороге Новосёлки — Жайск.

## Из истории
- В писцовых книгах 1629—1630 годов говорится, что в «деревне Мякишеве значится 3 двора крестьянских, 3 бобыльских и 14 дворов пустых»
- В окладных книгах Рязанской и Муромской епархии за 1676 год в составе прихода села Жайск упоминается деревня Мякишево, в которой 15 дворов крестьянских.
- В 1840-х годах Мякишево относилось ко владениям баронессы С. Я. Вольф, А. Н. Голицына, П. Н. Клушина, А. Я. Потёмкина[2].
- В «Историко-статистическом описании церквей и приходов Владимирской Епархии» за 1897 год сказано, что в Мякишево 27 дворов.

## Население
| 1859 | 1926 | 1999 | 2002 | 2010 |
| ---- | ---- | ---- | ---- | ---- |
| 161  | ↗269 | ↘2   | ↘1   | →1   |

## Уроженцы, участники Великой Отечественной войны
- Анна Андреевна Цыганкова (Архипова; 1918—1960) — лейтенант медицинской службы[6].

## Мякишево в наши дни
Мякишево очень малочисленно и по мнению газеты «Нижегородские новости» «в ближайшие годы может прекратить своё существование».